# ワードパッド
ワードパッド（英語: WordPad）は、Windows 95 および NT 4.0 以降の Windows に含まれているワープロソフトである。メモ帳より高機能だが、Microsoft WorksのワードプロセッサやMicrosoft Wordより単純である。Microsoft Writeの後継である。

## 概要
ワードパッドは字下げや箇条書きなどの書式を設定をした簡単な文書の作成が可能で、画像も挿入できるが、スペルチェッカやシソーラス、テーブルはない。直接編集することはできないが、たとえば Excel のシート等の他のアプリケーションの部品を利用した複合文書を扱うことができる。
Windows 95やWindows 98では、メモ帳が64KBまでのtxtファイルしか開けないので、それ以上の大きなテキストファイルを開くときにはワードパッドを利用する。
画像ファイルの他、ペイントからも画像を挿入する事ができる。
Wordと同様、16進数のUnicodeに続けて⎇ Alt+Xキーを押すと、Unicodeの文字を直接入力できる。
| 拡張子 | ファイル形式               | 備考                                                 |
| ------ | -------------------------- | ---------------------------------------------------- |
| .rtf   | Rich Text Format           | Windows 2000以降のワードパッドの標準形式。           |
| .txt   | テキストファイル           | 画像や書式情報の保存はできない。                     |
| .docx  | Office Open XML            | Windows 7より対応。                                  |
| .odt   | OpenDocument               | Windows 7より対応。                                  |
| .doc   | DOC (ファイルフォーマット) | Windows XPまで対応。Windows Vista以降は非対応。      |
| .wri   | Microsoft Write            | Windows XP SP1まで対応。Windows XP SP2以降は非対応。 |

## 歴史
Microsoft Windows 3.x / NT 3.x以前のバージョンに含まれていた Microsoft Write が Windows 95 / NT 4.0で置き換わったもので、もともと MFC を使用したサンプル アプリケーションとして置き換わる前に既に公開されていた。ワードパッドのクラスは現在でも公開されている。
文書は当初 Microsoft Word 6.0 ドキュメント形式（.doc）が使われていたが、Windows 2000以降では リッチ テキスト（.rtf）で保存する。その他に、プレーン テキスト（.txt）に対応している。また、Windows 2000より「フォントスクリプト」が新たに設定され、ツールバーに使用している言語を表示する枠が追加された（フォントサイズの欄の右側）。これにより、半角英数字もそのまま日本語用フォントが利用でき、Windows 98やWindows Meのようなフォントの不一致（半角英字のみArialに設定されている）がなくなった。
Windows XP からUnicodeに完全対応した。Windows XP SP2以降は Microsoft Write 形式（.wri）が扱えなくなり、Windows VistaからはWordドキュメント形式（.doc）も扱えなくなった。Windows 7 では、マイクロソフトなどが提唱するOffice Open XML Document（.docx）と、競合規格である国際規格のOpenDocument Text（.odt）に対応したが、従来の.doc形式は扱えないままである。これはWindows 8以降でも同様である。
Windows XP Tablet PC Edition SP2とWindows Vista以降では、音声による文章の編集が可能。ショートカットキーなど、操作体系はWordと同じである。
Windows XPでは若干グラフィカルユーザーインターフェイス（GUI）が変更され、ツールバーアイコンが従来の独立したボタンのような形状からフラットなものに変わっている。さらにWindows 7からはGUIがリボン（Windows Ribbon）に替わった。
2023年9月1日（米国時間）にMicrosoft社がワードパッドの更新終了と将来のリリースバージョンからの削除を発表し、2024年10月、Windows 11 24H2からワードパッドが削除された。